# Étienne Pasquier

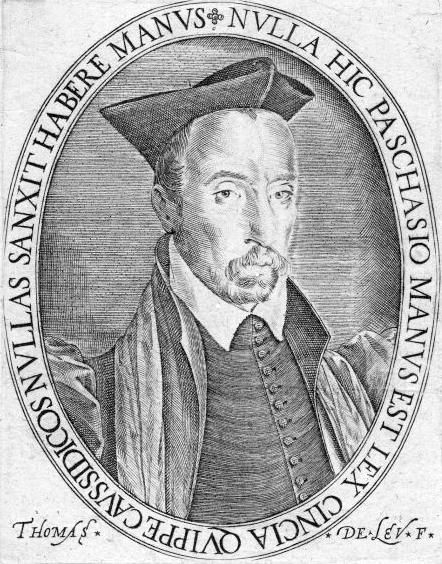
Étienne Pasquier en un grabado de Thomas de Leu (1560-1612).

Étienne Pasquier (7 de junio de 1529, París-1 de septiembre de 1615 París) fue un político y jurista francés con influyente producción literaria de carácter humanista. Como político, fue partidario de conciliar a católicos y protestantes durante las Guerras de Religión de Francia y el acceso al trono de Enrique IV; como poeta es cercano al movimiento de la Pléyade; y como historiador, es uno de los precedentes de la concepción nacionalista de la historia.

## Biografía
Durante su juventud, reside en París. Llega a ser abogado en el Parlamento de París en 1549, tras terminar sus estudios bajo la dirección de Jacques Cujas.
Deseoso de participar en la reconciliación entre protestantes y católicos, se empeña en buscar los orígenes históricos de la unidad de la nación francesa retrocediendo al pasado precristiano del país. Tras una larga convalecencia por un envenenamiento accidental sufrido en 1558, comienza a trabajar sobre ese asunto en 1560, año en que publica el primer tomo de sus Recherches de la France (que puede traducirse como Investigaciones sobre Francia o incluso Búsquedas de Francia).
En 1565, interviene como partidario del galicanismo en el pleito que oponía a la Universidad de París con los jesuitas, haciendo triunfar la causa de aquella. También participa en los Grands Jours (Grandes Jornadas) de Poitiers (1579) y de Troyes (1583): en tales ocasiones, que se convocaban esporádicamente hasta finales del siglo XVII, una comisión, cuyos miembros eran seleccionados por el rey en el seno del Parlamento de Paris, se enviaba a provincias con plenos poderes para entender y arreglar los asuntos que se le comisionaban, en particular los que conciernen al abuso de los derechos señoriales. Étienne Pasquier redactó y publicó las bromas que intercambiaba con sus colegas con motivo de esas jornadas.
En 1585, es nombrado por Enrique III abogado general del rey en la Chambre des comptes (Cámara de cuentas), donde se distingue por su oposición al sistema de la venta de las tierras y a los cargos hereditarios.
Las Guerras de religión de Francia le obligan, en 1588, a abandonar París y dirigirse a Tours durante la Ligue (Liga Católica), aprovechando estos años para trabajar en sus Recherches. En marzo de 1594, vuelve a la capital acompañando a Enrique IV.
Reemprende su trabajo antes de su jubilación, a partir de la cual publica en unos diez años un gran número de obras literarias. Muere a la edad de noventa y siete años de una enfermedad fulminante.

## Obra
Su abundante producción literaria nunca se ha reunido ni publicado íntegramente. La edición de referencia es la de Ámsterdam (2 vols. fol., 1723). La selección de Léon Feugbre, con un estudio introductorio, publicada en París en 1849, es la más accesible (2 vols.).
Como poeta, Étienne Pasquier fue un miembro menor del movimiento de la Pléiade (la Pléyade). Más interesantes son sus obras en prosa : las Recherches en tres volúmenes, las cartas y sus alegatos judiciales.
Es remarcable que incluso en vida fueron publicadas varias ediciones de su correspondencia, la primera en 1586. Estas cartas tratan de temas muy variados, pero sobre todo de los asuntos de su tiempo (la muerte del rey, el coloquio de Pontoise, el protestantismo). También de literatura y de historia de la lengua. Los destinatarios eran Ronsard, Tabourot, Belleau, de Thou, Ramus. Para Luce Giard “Su pluma es firme, su estilo alerta, su lengua segura. Pasquier se sitúa en el primer rango de los grandes prosistas que han forjado la capacidad de la lengua francesa para el análisis histórico y político y para el manejo de las ideas”.